# Rémy Jacques
Pour les articles homonymes, voir Jacques.
Rémy Jacques est un homme politique français né le 17 janvier 1817 à Breteuil (Oise) et mort à Oran le 15 septembre 1905.

## Biographie
Avocat à Oran, en Algérie. Il se présente à la députation à Oran le 17 février 1871 mais échoue. Grâce à l'option de Léon Gambetta pour une autre circonscription, il se représente à nouveau devant les électeurs et parvient à se faire élire. Cependant, son élection est annulée en raison d'irrégularités dans les recensements des votes et doit à nouveau se représenter le 7 janvier 1872, cette fois définitivement.
Il reste député d'Oran jusqu'en 1882, où il devient sénateur d'Oran de 1882 à 1900, siégeant au groupe de l'Union républicaine. Il refuse en 1876, une candidature au Sénat préférant rester à la Chambre des députés. Il est l'un des 363 qui refusent la confiance au gouvernement de Broglie, le 16 mai 1877. En juin 1881, il attaqua le gouvernement de l'Algérie, Albert Grévy, prônant une action plus forte et demandant sa démission.
Il est réélu à l'unanimité des suffrages exprimés en 1891 et défend la colonisation de l'Algérie. Le 6 mars 1891, il intervint dans la discussion d'une interpellation pour s'élever contre ceux qui exagéraient l'antagonisme entre colons et algériens pour regretter que l'on n'ait pas introduit en Algérie davantage de viticulteurs français après la ruine du vignoble méridional par le phylloxera. Le 29 mai 1893. Jacques intervint de nouveau pour demander qu'une loi organique rassemble les propositions pour mettre un terme à l'instabilité du régime administratif de l'Algérie. Il intervient à nouveau pour discuter d'une loi réorganisant la propriété foncière en Algérie et l'année suivante demanda l'amélioration des services postaux transméditerranéens. Il obtient en 1899 le maintien des crédits de la création d'écoles en Algérie.
Il échoue cependant en 1900 face à la division du Parti colonial et face à Marcel Saint-Germain.

## Source
- « Rémy Jacques », dans Adolphe Robert et Gaston Cougny, Dictionnaire des parlementaires français, Edgar Bourloton, 1889-1891 [détail de l’édition]